# Bagisara xan
Bagisara xan är en fjärilsart som beskrevs av Dyar 1913. Bagisara xan ingår i släktet Bagisara och familjen nattflyn. Inga underarter finns listade i Catalogue of Life.